# Roca Roia (el Pont de Suert)
La Roca Roia (Roca Roja, en el parlar pallarès) és una roca situada a 1.225 metres d'altitud que es troba a l'antic municipi ribagorçà d'Espluga de Serra, ara del terme de Tremp, a la comarca catalana del Pallars Jussà. És dins de l'enclavament d'Enrens i Trepadús. Per tant, geogràficament pertanyent del tot a l'Alta Ribagorça. Fa de límit amb el terme municipal del Pont de Suert, de l'Alta Ribagorça.
És a la part occidental de l'enclavament d'Enrens i Trepadús, al costat sud-oest del Tossal de Cabosi.